# Vasarainen (sjö i Jyväskylä, Mellersta Finland)
Vasarainen är en sjö i kommunen Jyväskylä i landskapet Mellersta Finland i Finland. Sjön ligger 182,8 meter över havet. Den är 7,02 meter djup. Arean är 51 hektar och strandlinjen är 8,26 kilometer lång. Sjön  ingår i Kymmene älvs huvudavrinningsområde.   Den ligger omkring 15 kilometer nordväst om Jyväskylä och omkring 240 kilometer norr om Helsingfors. 
I sjön finns ön Kyyhkysensaari. 